# غابرييلي تاركويني
غابرييلي تاركويني (بالإيطالية: Gabriele Tarquini)‏ مواليد 2 مارس 1962، هو سائق فورملا 1 إيطالي. خاض خلال مسيرته 79 سباقاً.

## سباقات شارك فيها
- لو مان 24 ساعة
- بطولة العالم للسيارات الرياضية
- بطولة فورمولا 3 الإيطالية
- بطولة العالم لسيارات السياحة

## روابط خارجية
- غابرييلي تاركويني على موقع DriverDB.com (الإنجليزية)
- غابرييلي تاركويني على موقع CONI honoured athlete website (الإيطالية)